# Pituophis vertebralis
Espèce
Synonymes
- Coluber vertebralis Blainville, 1835

Statut de conservation UICN

 LC  : Préoccupation mineure
Pituophis vertebralis  est une espèce de serpents de la famille des Colubridae.

## Répartition
Cette espèce se rencontre en Californie aux États-Unis et en Basse-Californie au Mexique.

## Publications originales
- Blainville, 1835 : Description de quelques espèces de reptiles de la Californie précédée de l’analyse d’un système général d’herpétologie et d’amphibiologie. Nouvelles Annales du Muséum d'Histoire Naturelle, vol. 4, p. 233-296 (texte intégral).